# Club Deportivo UAI Urquiza (féminines)
Maillots
Actualités
Le Club Deportivo UAI Urquiza est un club féminin et argentin de football fondé en 2008 dans la ville de Villa Lynch dans la province de Buenos Aires. L'équipe représente la section féminine du club homonyme masculin. UAI Urquiza a été cinq fois championne d'Argentine. Ses matchs se déroulent au Monumental de Villa Lynch qui peut accueillir 1 000 spectateurs. Ses couleurs sont le bordeaux et le bleu céleste.

## Histoire du club
Le club remporte à cinq reprises le championnat argentin. La première victoire remonte à 2012, puis viennent des victoires en 2014, 2016, 2018 et 2019. Il figure ainsi parmi les quatre clubs à avoir remporté cette compétition avec Boca Juniors, River Plate et San Lorenzo..
Ces victoires en championnat permettent au club de participer à la Copa Libertadores féminine. En 2015, UAI Urquiza termine à la troisième place, deuxième équipe argentine à atteindre le podium après Boca Juniors en 2010.

## Palmarès
- Championnat d'Argentine (5)
  - Champion en 2012, 2014, 2016, 2017-2018, 2018-2019
- Coupe d'Argentine (1)
  - Vainqueur : 2021